# Sharon (Dakota du Nord)
Pour les articles homonymes, voir Sharon.
La ville de Sharon est située dans le comté de Steele, dans l’État du Dakota du Nord, aux États-Unis. Lors du recensement de 2010, sa population s’élevait à 96 habitants.

## Histoire
Sharon a été fondée en 1896.

## Démographie
| 1910 | 1920 | 1930 | 1940 | 1950 | 1960 |
| ---- | ---- | ---- | ---- | ---- | ---- |
| 304  | 362  | 328  | 371  | 312  | 251  |

| 1970 | 1980 | 1990 | 2000 | 2010 | - |
| ---- | ---- | ---- | ---- | ---- | - |
| 201  | 166  | 119  | 109  | 96   | - |

## Source
- (en) Cet article est partiellement ou en totalité issu de l’article de Wikipédia en anglais intitulé « Sharon, North Dakota » (voir la liste des auteurs).